# Donavon Frankenreiter

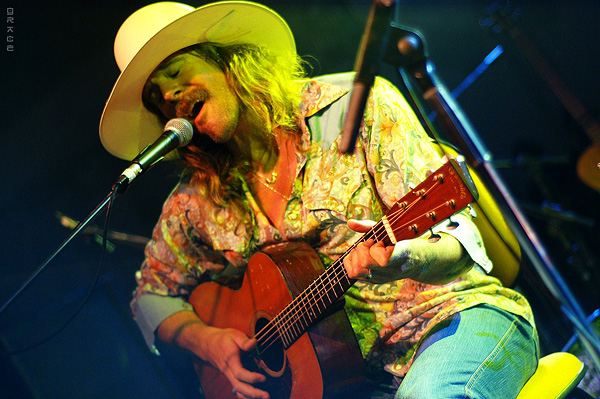
Donavon Frankenreiter, 2009.

Donavon Frankenreiter (Downey, California, 10 de dezembro de 1972), é um cantor e surfista norte-americano.
De longas datas muito amigo do cantor Jack Johnson, Donavon Frankenreiter além de músico é surfista profissional.
Donavon é considerado por várias revistas uma marca de moda e estilo nos Estados Unidos, suas músicas estão cada vez mais conquistando novos territórios como a América do sul e a Europa principalmente.
Donavon tem dois filhos e é casado.

## Surfista
Ele começou surfando ainda cedo, quando adolescente em San Clemente, (Califórnia), e assinou um contrato de patrocínio com a Billabong que lhe permitiu viajar pelo mundo com o surfe. Durante suas viagens, ele alugou um quarto em North Shore, Oahu, Hawaii, dos pais de Jack Johnson e os músicos-surfistas desenvolveram uma forte amizade.
Donavon também é conhecido por suas aparições no Drive Thru, série de vídeos de surf.

## Carreira musical
Donavon começou tocando com Peanut Butter and Jam aos 18 anos. Em 1996 ele começou a levar a carreira musical a sério formando a banda Sunchild. Nessa banda, ele era o guitarrista mas não cantava. A banda tinha o rock dos anos 70, similar ao estilo de The Black Crowes. Eles gravaram o primeiro CD, Barefoot & Live, na Surfdog Records em 1997. Produzida por Gary Hoey, o álbum ao vivo contém covers de The Allman Brothers Band, The Marshall Tucker Band, The Rolling Stones, e Van Morrison, bem como diversos originais. Em 2000 gravaram California Honey na Sunchild Records. O grupo foi desfeito em 2001 e Donavon seguiu carreira solo.
Em 2002, ele assinou contrato com a Brushfire Records.
Seu álbum, auto-intitulado Donavon Frankenreiter, foi gravado com os co-produtores de Jack Johnson e com Mario Caldato Jr., produtor musical brasileiro radicado em Los Angeles. Jack Johnson aparece no álbum, junto com G. Love e Eels, membros de Koool G. Murder. O álbum foi lançado em abril de 2004 na Austrália, já que ele era muito bem visto lá, devido aos shows de abertura que ele fazia com Jack Johnson, e da sua carreira de surfista. Ele foi à Australia no mesmo mês, ajudando seu álbum a chegar entre os 40 melhores na lista da ARIA. Gary Jules foi seu principal apoio nessa turnê. Em 11 de maio de 2004, o álbum foi lançado  nos EUA.
Em 2006, Don deixou a Brushfire Records, assinando contrato com a Lost Highway Records, casa de artistas notáveis como Elvis Costello, Ryan Adams e Willie Nelson. Com essa gravadora ele lançou em 6 de junho de 2006 o álbum Move by Yourself. Na sequência, Donavon gravou a música Lovely Day com Koool G., sendo destaque na sequência de abertura do filme de terror Snakes on a Plane, e também estava na trilha sonora do longa.
Em novembro de 2007 fez turnê pelo Brasil no Festival Alma Surf, com bandas como Animal Liberation Orchestra, G. Love and Matt Costa junto com os surfistas profissionais Jay Alders, Nathan Gibbs, Céline Chat, o fotógrafo de surfe, Sean Davey, e o cineasta do surfe Sunny Abberton.
O primeiro DVD ao vivo de Don, "Donavon Frankenreiter: The Abbey Road Sessions", foi gravado num show especial nos estúdios da Abbey Road em Londres, na Inglaterra, em novembro de 2005 e lançado no início de 2006.
Um CD de músicas cover, intitulado "Recycled Recipes", aterrizou em 2007, com o álbum "Pass it Around" sendo lançado um ano depois. Para a turnê deste segundo, Don contou com a ajuda do amigo surfista Jay Alders para criar o Limited Edition Tour Poster.
Para o lançamento de "Recycled Recipes 2", Donavon realizou um concurso internacional para decidir a capa do álbum. O vencedor foi Marco Botti, um italiano, e o vice-campeão foi Cam Shaw, canadense.
Em 5 de novembro de 2010, Donavon lançou seu novo álbum, Glow, gravado em sua própria gravadora, a Liquid Records Tambourine (através da Independent Label Group, da Warner Music). Glow se capitaliza nas bases rítmicas de estilo surfista-acústico.
Nos dias 5 e 6 de fevereiro de 2011, Donavon fez dois shows históricos na praia do Campeche - Florianópolis/SC. O show foi promovido pela Skol a partir de votação popular de qual praia seria a escolhida.
Em janeiro de 2016, Donavon voltou ao Brasil para shows em São Paulo, Rio de Janeiro, Minas Gerais, Santa Catarina e Rio Grande do Sul.

## Discografia
Sunchild
- Barefoot & Live (1997)
- California Honey (2000)

Solo
- Donavon Frankenreiter (2004)
- Some Live Songs (EP) (2004) (com G.Love, Jack Johnson & Zach Grill)
- Move by Yourself (2006)
- Recycled Recipes (2007)
- Abbey Road Sessions (2007)
- Pass it Around (2008)
- Revisited (2009)
- Glow (2010)
- Recycled Recipes Vol.2 (EP) (2011)
- Start Livin' (2012)
- Live at the Belly Up (2014)
- The Heart (2015)
- Jamtown (EP) (2017) (com G.Love & Cisco Adler)
- Revisited 2 (2019)
- Bass & Drum Tracks (2019)
- A Love Letter From Hawaii (ao vivo em estúdio) (2021)
- Live at the Roxy (2021)